# Mike Johnson
1. ↑  Following McCarthy's removal as speaker on October 3, 2023, Patrick McHenry acted as speaker pro tempore until Johnson's election as speaker on October 25, 2023.

James Michael Johnson (sinh ngày 30 tháng 1 năm 1972) là một luật sư và chính trị gia người Mỹ, giữ chức chủ tịch thứ 56 của Hạ viện Hoa Kỳ kể từ ngày 25 tháng 10 năm 2023. Là thành viên của Đảng Cộng hòa, ông đang ở nhiệm kỳ thứ tư tại Hạ viện, đại diện cho Khu vực quốc hội số 4 của Louisiana kể từ năm 2017.
Johnson tốt nghiệp Trung tâm Luật Paul M. Hebert tại Đại học Tiểu bang Louisiana . Trước khi tham gia chính trường, ông làm luật sư tư nhân và làm việc cho Liên minh Bảo vệ Tự do (ADF), một nhóm vận động pháp lý theo đạo Thiên chúa bảo thủ. Johnson là thành viên của Ủy ban Đạo đức và Tự do Tôn giáo của Hội đồng Baptist miền Nam từ năm 2004 đến năm 2012.
Sự nghiệp chính trị của Johnson bắt đầu khi ông được bầu vào Hạ viện Louisiana năm 2015; ông phục vụ tại cơ quan đó cho đến năm 2017. Ông lần đầu tiên được bầu làm đại diện cho khu vực quốc hội số 4 của Louisiana vào năm 2016. Trong thời gian ở Quốc hội, ông đã phản đối kết quả bầu cử tổng thống năm 2020 tại Hạ viện và tại tòa án. Là một người bảo thủ xã hội, Johnson đã ủng hộ các dự luật cấm phá thai trên toàn quốc trước khi tuyên bố rằng sau phán quyết Dobbs, chính sách phá thai thuộc thẩm quyền của các tiểu bang. Johnson là chủ tịch Ủy ban Nghiên cứu của Đảng Cộng hòa, nhóm nghị sĩ bảo thủ lớn nhất tại Quốc hội, từ năm 2019 đến năm 2021. Ông là phó chủ tịch Hội nghị Đảng Cộng hòa tại Hạ viện từ năm 2021 đến năm 2023.
Vào ngày 25 tháng 10 năm 2023, sau khi Kevin McCarthy bị phế truất khỏi vị trí chủ tịch, Johnson được bầu làm chủ tịch thứ 56 của Hạ viện . Năm 2024, ông đã giúp thông qua dự luật nhằm cung cấp cho Ukraine 60 tỷ đô la viện trợ quân sự của Hoa Kỳ.